# Bruno Baião
Bruno Miguel da Vinha Baião (* 28. September 1985 in Oeiras; † 15. Mai 2004 in Lissabon) war ein portugiesischer Fußballspieler.
Baião spielte zuletzt bei Benfica Lissabon als Mittelfeldspieler. In der Woche vor seinem Tod erlitt er zwei Herzstillstände und fiel in ein Koma, aus dem er nicht mehr erwachte.
Für Benfica war dies der zweite Todesfall eines Spielers innerhalb einer Saison. Erst am 25. Januar 2004 war der ungarische Nationalspieler Miklós Fehér während eines Ligaspiels, ebenfalls nach einem Herzstillstand, gestorben.